# Siergiej Siemak
Siergiej Bogdanowicz Siemak (ros. Сергей Богданович Семак, ur. 27 lutego 1976 w miejscowości Syczanśke w obwodzie ługańskim, Ukraińska SRR) – rosyjski trener i piłkarz pochodzenia ukraińskiego, grający na pozycji lewego pomocnika. Obecnie pełni funkcję trenera rosyjskiego klubu Zenit Petersburg.

## Kariera klubowa
Piłkarską karierę sportową rozpoczął w klubie Karielija Pietrozawodsk, z którym w 1992 zadebiutował w drugiej dywizji. Jeszcze w tym samym roku przeszedł do Priesnii Moskwa. W 1993 klub zmienił nazwę na Asmarał Moskwa, w jego barwach Siemak początkowo występował w Premier Lidze, jednak na koniec sezonu drużyna spadła o klasę niżej. W 1994 grał w pierwszej dywizji, a w trakcie sezonu przeniósł się do CSKA Moskwa. W barwach CSKA od początku zaczął grywać w wyjściowej „jedenastce”.
Swój pierwszy sukces w CSKA osiągnął w 1998, gdy został wicemistrzem Rosji. W 1999 zajął trzecie miejsce w lidze, a kolejne sukcesy nastąpiły w 2002, gdy Siemak sięgnął po Puchar Rosji, a także po drugie w karierze wicemistrzostwo kraju. W 2003 wywalczył Superpuchar, a następnie po pierwszy tytuł mistrzowski, co powtórzył jeszcze rok później. Dobrze spisał się też w fazie grupowej Ligi Mistrzów, a w meczu z Paris Saint-Germain ustrzelił hat-tricka. Sukces osiągnął w Pucharze UEFA, gdy CSKA zdobyło to trofeum. Łącznie w barwach CSKA Siergiej wystąpił 287 razy i strzelił 67 bramek, stając się legendą tego klubu.
W styczniu 2005 przeszedł do PSG, zainteresowanego jego grą w bezpośrednim starciu Ligi Mistrzów. W Ligue 1 zadebiutował 30 stycznia w przegranym 0:2 wyjazdowym spotkaniu z AS Monaco. W kwietniowym meczu z OGC Nice (3:1) zdobył swojego pierwszego gola dla PSG. Nie zdołał wywalczyć jednak miejsca w podstawowym składzie i był rezerwowym 9. drużyny ligi. W PSG spędził połowę sezonu 2005/2006 i zimą 2006 odszedł z klubu.
Kolejnym klubem Siemaka w karierze stał się FK Moskwa. W Premier Lidze w jego barwach zadebiutował już w 1. kolejce, 17 marca w wygranym 1:0 meczu z Amkarem Perm. Stał się podstawowym zawodnikiem klubu, a z 7 golami na koncie trzecim strzelcem sezonu. Z FK zakończył go na 6. miejscu w tabeli.
W 2008 przeszedł do Rubinu Kazań. W jego barwach zadebiutował 16 marca w wygranym 1:0 wyjazdowym spotkaniu z Lokomotiwem Moskwa. W 2008 został z Rubinem mistrzem Rosji. W 2009 powtórzył ten sukces oraz wystąpił ze swoim zespołem w rozgrywkach fazy grupowej Champions League, w których Rubin zajął trzecie miejsce w swojej grupie (za Barceloną i Interem). Również w 2009 obronił mistrzostwo Rosji z Rubinem.
Latem 2010 przeszedł do Zenitu Petersburg za sumę 2 mln euro.

## Kariera reprezentacyjna
W reprezentacji Rosji zadebiutował 15 listopada 1997 w przegranym 0:1 meczu z Włochami, rozegranym w ramach eliminacji do Mistrzostw Świata 1998.
W 2002 został powołany przez selekcjonera Olega Romancewa do kadry na MŚ 2002, jednak nie wystąpił w żadnym spotkaniu Rosji. W 2008 wywalczył z drużyną brązowy medal Mistrzostw Europy 2008.

## Osiągnięcia

### Klubowe
| Sezon   | Klub                    | Kraj    | Rozgrywki        | Mecze | Bramki |
| ------- | ----------------------- | ------- | ---------------- | ----- | ------ |
| 1992    | Karielija Pietrozawodsk | Rosja   | Wtoroj diwizion  | 3     | 0      |
| 1992    | Priesnia Moskwa         | Rosja   | Pierwyj diwizion | 19    | 4      |
| 1993    | Asmarał Moskwa          | Rosja   | Priemjer-Liga    | 8     | 1      |
| 1994    | Asmarał Moskwa          | Rosja   | Pierwyj diwizion | 5     | 1      |
| 1994    | CSKA Moskwa             | Rosja   | Priemjer-Liga    | 13    | 2      |
| 1995    | CSKA Moskwa             | Rosja   | Priemjer-Liga    | 22    | 4      |
| 1996    | CSKA Moskwa             | Rosja   | Priemjer-Liga    | 31    | 6      |
| 1997    | CSKA Moskwa             | Rosja   | Priemjer-Liga    | 32    | 5      |
| 1998    | CSKA Moskwa             | Rosja   | Priemjer-Liga    | 29    | 9      |
| 1999    | CSKA Moskwa             | Rosja   | Priemjer-Liga    | 29    | 12     |
| 2000    | CSKA Moskwa             | Rosja   | Priemjer-Liga    | 30    | 8      |
| 2001    | CSKA Moskwa             | Rosja   | Priemjer-Liga    | 26    | 5      |
| 2002    | CSKA Moskwa             | Rosja   | Priemjer-Liga    | 23    | 6      |
| 2003    | CSKA Moskwa             | Rosja   | Priemjer-Liga    | 22    | 5      |
| 2004    | CSKA Moskwa             | Rosja   | Priemjer-Liga    | 30    | 5      |
| 2004/05 | Paris Saint-Germain     | Francja | Ligue 1          | 13    | 1      |
| 2005/06 | Paris Saint-Germain     | Francja | Ligue 1          | 13    | 0      |
| 2006    | FK Moskwa               | Rosja   | Priemjer-Liga    | 28    | 7      |
| 2007    | FK Moskwa               | Rosja   | Priemjer-Liga    | 29    | 5      |
| 2008    | Rubin Kazań             | Rosja   | Priemjer-Liga    | 27    | 5      |
| 2009    | Rubin Kazań             | Rosja   | Priemjer-Liga    | 26    | 6      |
| 2010    | Rubin Kazań             | Rosja   | Priemjer-Liga    | 8     | 1      |
| 2010    | Zenit Petersburg        | Rosja   | Priemjer-Liga    | 12    | 2      |
| 2011    | Zenit Petersburg        | Rosja   | Priemjer-Liga    | 9     | 0      |

### Reprezentacyjne
| #  | Data                 | Miejsce                          | Przeciwnik | Bramka | Rezultat | Rozgrywki                         |
| -- | -------------------- | -------------------------------- | ---------- | ------ | -------- | --------------------------------- |
| 1. | 6 czerwca 2001       | Stade Josy Barthel w Luksemburgu | Luksemburg | 1:2    | 1:2      | Eliminacje Mistrzostw Świata 2002 |
| 2. | 16 października 2002 | Stadion Centralny w Wołgogradzie | Albania    | 2:1    | 4:1      | Eliminacje Mistrzostw Europy 2004 |
| 3. | 16 października 2002 | Stadion Centralny w Wołgogradzie | Albania    | 4:1    | 4:1      | Eliminacje Mistrzostw Europy 2004 |
| 4. | 20 sierpnia 2003     | Moskwa                           | Izrael     | 1:2    | 1:2      | Towarzyski                        |